# Liste der Flüsse in Saskatchewan
Saskatchewan ist in 10 große Einzugsgebiete  unterteilt, die in 3 Meere und ein Endorheisches Becken fließen.
Die Liste der Flüsse in Saskatchewan nennt Flüsse in der Provinz Saskatchewan und ist nach den Einzugsgebieten sortiert.

## Arktischer Ozean
- Tazin River
  - Abitau River

- Lake Athabasca-Becken
  - Clearwater River
  - Fond du Lac River
    - Cree River
    - Chipman River

## Hudson Bay
- Kazan River

- Churchill River
  - Beaver River
  - Reindeer River
    - Cochrane River

  - Rapid River
    - Montreal River

- Assiniboine River
  - Whitesand River
  - Qu’Appelle River
  - Arm River
  - Moose Jaw River
  - Souris River

- Saskatchewan River
  - North Saskatchewan River
    - Battle River

  - South Saskatchewan River
    - Red Deer River

  - Torch River
  - Carrot River

- Lake Winnipegosis-Becken
  - Swan River
  - Red Deer River

## Golf von Mexiko
- Frenchman River

- Poplar River

## Old Wives Lake (Endorheisches Becken)
- Wood River